# 種山石工

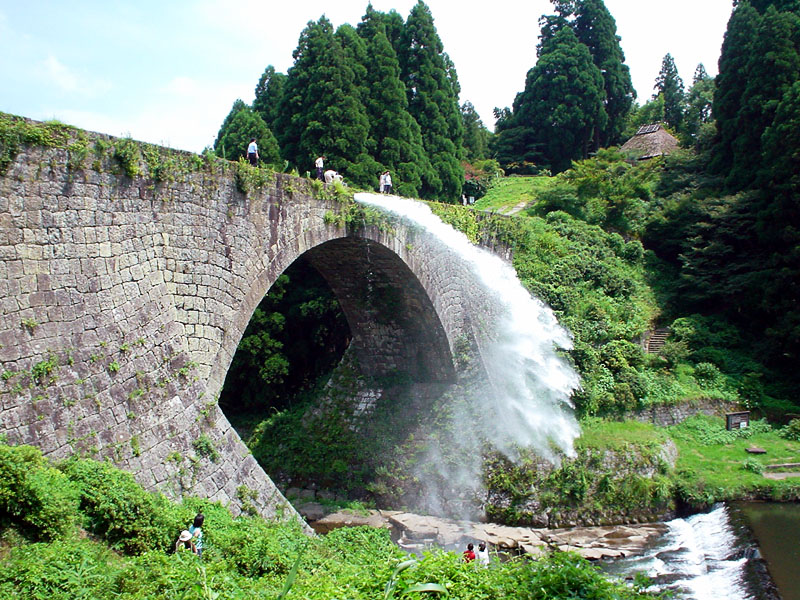
通潤橋

種山石工（たねやまいしく）とは、江戸後期、熊本藩八代郡種山手永（現熊本県八代市東陽町）に居住していたとされる石工の技術者集団、肥後の石工とも呼ばれる。その末裔や弟子などが、江戸時代後期から明治・大正時代にかけて、熊本県内はもとより県外にも、多数の目鑑橋を架けた。
種山石工の歴史や資料を展示する資料館として 石匠館が熊本県八代市にある。

## 主な人物
- 藤原林七
- 岩永三五郎
- 三平 (石工)
- 小野尻卯助
- 小野尻卯市
- 小野尻丈八（のちの、橋本勘五郎）

## 石匠館
石匠館（せきしょうかん）は、種山石工の歴史や、全国の石橋、石工技術などの資料を展示する資料館。種山石工「橋本勘五郎」の生家前にある。設計は木島安史。丸屋根。壁面は、地元で採れる凝灰岩を使用している。くまもとアートポリス第1回推進賞受賞作品。
- 所在地 - 熊本県八代市東陽町北98-2
- 開館時間 - 午前9時～午後4時30分（入館は午後4時まで）
- 休館日 - 月曜日（祝日の場合は翌日）、年末年始
- 駐車場有（無料）。入館料 - 大人300円、高・大学生200円

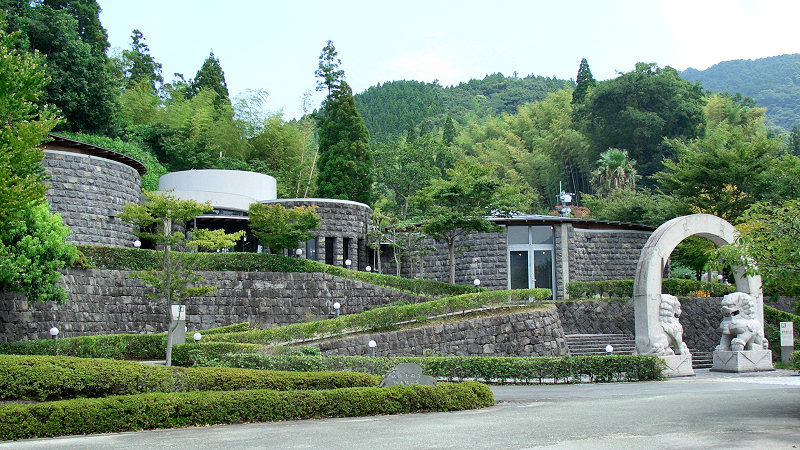
東陽 石匠館
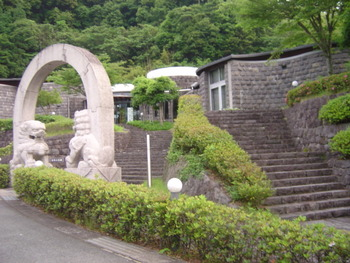
東陽村 石匠館

## 代表作
- 通潤橋（熊本県上益城郡山都町）
- 霊台橋（熊本県下益城郡美里町）
- 雄亀滝橋（文化14年（1817年）架橋）
- 聖橋 (肥後国)（熊本県上益城郡山都町）
- 甲突川五石橋（鹿児島県 鹿児島市）